# Kakhovka (Raión de Berezivka)
Kakhovka  (ucraniano: Каховка) es una localidad del Raión de Berezivka en el Óblast de Odesa de Ucrania. Según el censo de 2001, tiene una población de 84 habitantes.